# 仙台市立鶴谷小学校
仙台市立鶴谷小学校（せんだいしりつ つるがやしょうがっこう）は、宮城県仙台市宮城野区にある公立小学校である。学校所在地は鶴ケ谷だが、校名の正式名称は鶴谷である。愛称は「鶴小」。

## 概要
鶴ヶ谷団地が造成、分譲により団地内の人口が増加し、従来の東仙台小学校・小松島小学校だけでは対応仕切れなくなり、新設の鶴谷小学校が開校した。

## 学校行事
- 10月になると、6年生は「みちのくYOSAKOIまつり」に「輝け最強鶴小軍団」として参加する。

## 沿革
- 1971年（昭和46年）4月1日 - 仙台市立東仙台小学校・仙台市立小松島小学校より分離開校
- 1973年（昭和48年）4月1日 - 仙台市立鶴谷東小学校が分離開校
- 1981年（昭和56年）4月1日 - 仙台市立枡江小学校が分離開校
- 1991年（平成3年）4月1日 - 仙台市立西山小学校が分離開校

## 学区
- 安養寺1丁目の一部、自由が丘、鶴ケ谷の大部分、鶴ケ谷北、鶴ケ谷1丁目～4丁目、5丁目の大部分[1]

## 児童数
- 2013年 - 381人

## 卒業後
- 鶴谷中学校または私立の中学校へ進学する。